# Cabdill aladaurat
El cabdill aladaurat (Poecilotriccus calopterus) és un ocell de la família dels tirànids (Tyrannidae).

## Hàbitat i distribució
Habita els boscos dels Andes al centre i sud de l'Equador i nord-oest del Perú.